# Aneilema acuminatum
Aneilema acuminatum är en himmelsblomsväxtart som beskrevs av Robert Brown. Aneilema acuminatum ingår i släktet Aneilema och familjen himmelsblomsväxter. Inga underarter finns listade.